# Mirosław Maciorowski
Mirosław Maciorowski (ur. 1963 we Wrocławiu) – polski dziennikarz związany z Gazetą Wyborczą.
Ukończył studia na Wydziale Mechanicznym Politechniki Wrocławskiej. Od 1992 był dziennikarzem wrocławskiego oddziału Wyborczej, gdzie zaczynał jako dziennikarz działu sportowego, następnie był kierownikiem tego działu, a później zastępcą redaktora naczelnego. Od 2012 pracuje w centralnej redakcji Wyborczej, od 2016 kieruje zespołem przygotowującym tygodnik „Ale Historia”. Był redaktorem naczelnym magazynu „Ale Historia Extra”.
W 2002 został laureatem Nagrody im. Stana Musiała i Edwarda Piszka przyznawanej przez Stowarzyszenie Dziennikarzy Polskich za cykl reportaży o dolnośląskich sportowcach Za metą.
W 2004 był nominowany do nagrody Grand Press.
W 2011 był finalistą Nagrody im. Dariusza Fikusa.
W 2014 został odznaczony Złotym Krzyżem Zasługi przez prezydenta RP Bronisława Komorowskiego.
Jest autorem książki Sami swoi i obcy. Z kresów na kresy, zbioru reportaży o Polakach wypędzonych po wojnie z Kresów, którzy osiedli na Dolnym Śląsku, oraz zbioru rozmów z wybitnymi polskimi historykami Władcy Polski. Historia na nowo opowiedziana (wspólnie z Beatą Maciejewską).